# Toni Kankaanpää
Toni Kankaanpää (ur. 18 marca 1984) – fiński siatkarz, reprezentant kraju, występujący na pozycji przyjmującego.
W drugiej części sezonu 2009/2010 występował w PlusLidze w drużynie AZS Częstochowa, sprowadzony został w miejsce kontuzjowanego Dawida Murka.

## Sukcesy
- 2004: 3. miejsce w Lidze Fińskiej
- 2007: Puchar Estonii
- 2007: Mistrzostwo Estonii
- 2007: Mistrzostwo Schenker League
- 2008: 2. miejsce w Pucharze Estonii